# توقوزبلاغ (شهرستان لیلک)
توقوزبلاغ (به لاتین: Toguz-Bulak) یک روستا در قرقیزستان است که در استان بادکند واقع شده‌است. توقوزبلاغ ۱٬۰۵۲ نفر جمعیت دارد و ۱٬۴۸۱ متر بالاتر از سطح دریا واقع شده‌است.